# Red Faction: Guerrilla
Red Faction: Guerrilla – gra komputerowa z gatunku sci-fi third-person shooter stworzona przez Volition, Inc. a wydana przez THQ na komputery osobiste, PlayStation 3 i Xbox 360. Jej premiera odbyła się 15 września 2009 na platformę Windows. Jest to kontynuacja gry Red Faction II z 2003 roku.
Akcja gry rozgrywa się w roku 2120 na Marsie. Inżynier Alec Mason trafia na wyżynę Tharsis żeby powrócić do brata Dana i zacząć nowe życie.

## Rozgrywka
Gracz steruje postacią Aleca Masona po otwartym świecie na powierzchni Marsa. Poza główną linią fabularną istnieją zadania poboczne takie jak odbicie zakładników. Cały świat jest podzielony na mniejsze obszary gdzie każdy z nich może zostać przejęty przez rebeliantów. Podczas niszczenia obiektów gracz zbiera złom wymagany do kupienia wcześniej niedostępnych broni. W grze istnieje seria wyzwań o nazwie mistrz demolki, gdzie gracz w określonym czasie ma zniszczyć konkretne budynki.

## Tworzenie gry
Gra została oficjalnie zapowiedziana w lutym 2008 roku, chociaż pierwsze informacje pojawiły się kilka tygodni wcześniej w raporcie finansowym firmy THQ. Edycja kolekcjonerska zawierała materiały dodatkowe takie jak ręcznie malowana figurka robota wiertniczego czy ścieżka dźwiękowa.

## Odbiór gry
Recenzenci chwalili grę za otwarty świat i możliwość destrukcji otoczenia. Średnia ocen na serwisie Metacritic wynosi 82/100.
Randolph Ramsay z serwisu GameSpot pochwalił długą kampanię dla pojedynczego gracza jednocześnie opisał fabułę jako słabą. Charles Onyett uważa, że gracz zapomni o postaciach z gry zaraz po tym jak znikną z ekranu monitora a ich odgłosy są niskiej jakości. Justin Haywald stwierdził „fabuła Red Faction: Guerrilla prawdopodobnie nie wygra nagród za scenariusz science fiction, a logika świata przedstawionego daje wrażenie że Star Trek wygląda realistycznie.”
Niszczenie otoczenia zostało pozytywnie ocenione. Charles Onyett stwierdził, że miło ogląda się upadające budynki jednak ich styl budowniczy jest mało oryginalny. Według  Andrew Reinera „Różne sposoby niszczenia budynków są jednym z najlepszych widowisk konsol tej generacji”.